# Gisela Konrath

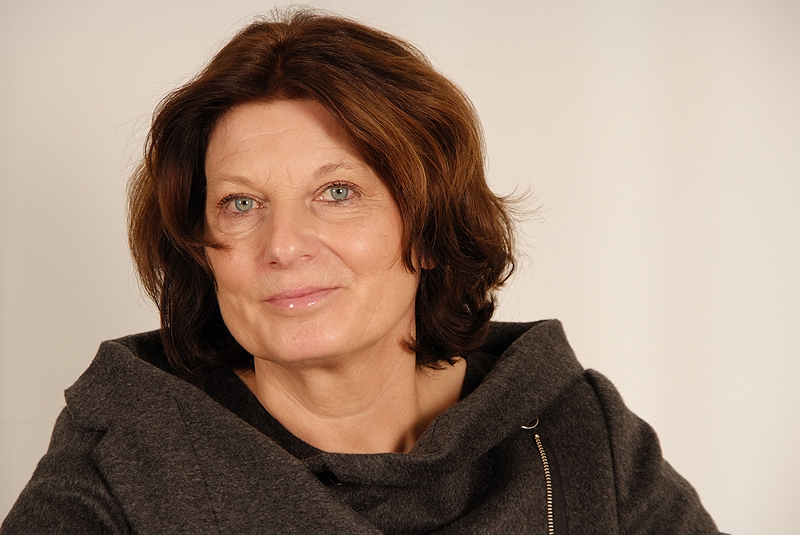
Gisela Konrath im November 2009

Gisela Konrath (geboren 20. November 1947 in Hameln) ist eine deutsche Politikerin (CDU) und ehemaliges Mitglied des Niedersächsischen Landtags.
Konrath studierte Wirtschafts- und Sozialwissenschaften. Bis zu ihrer Wahl in den Landtag war sie als Berufsschullehrerin tätig. Seit Juli 2005 ist sie zudem Alleingesellschafterin der F. Breuhan GmbH. Sie hat ein Kind.
Von 1991 bis 2001 war Konrath Ratsfrau der Stadt Hannover. Seit 2001 war sie Abgeordnete der Regionsversammlung der Region Hannover. Dem Niedersächsischen Landtag gehörte sie seit 2003 an; sie wurde als Direktkandidatin im Landtagswahlkreis Hannover-Buchholz gewählt. Sie war Sprecherin für Justizvollzug und Straffälligenhilfe der niedersächsischen CDU-Fraktion. Bei der Landtagswahl 2013 trat sie nicht wieder an.